# Crisi d'identità (DC Comics)
Crisi d'identità (Identity Crisis) è una miniserie a fumetti di sette albi pubblicata dalla DC Comics nel 2004, scritta da Brad Meltzer e disegnata da Rags Morales. In Italia è stata pubblicata dall'editore Play Press, raccolta in due volumi nel 2005.

## Trama
La storia comincia con l'omicidio di Sue Dibny, moglie del supereroe Ralph Dibny alias Elongated Man e membro della Justice League; la donna viene trovata morta nel suo appartamento con il corpo bruciato, uccisa da un misterioso assassino che pare non aver lasciato nessuna traccia.
Dopo aver partecipato al funerale della loro amica, tutti i supereroi si dividono in squadre e si mettono sulle tracce di tutti i supercriminali con poteri legati al fuoco; tutti tranne un quintetto di loro, composto dall'arciere Freccia Verde (Oliver Queen), la maga Zatanna, Atomo (Ray Palmer), Hawkman e Black Canary, che rimane in disparte con Ralph.
La cosa insospettisce Wally West (alias Flash) e la Lanterna Verde Kyle Rayner; la coppia di eroi interroga gli amici, mettendoli alle strette e li costringe a confessare; questo gruppetto di eroi è a conoscenza dell'assassino di Sue: si tratta del Dottor Light, un criminale che alcuni anni fa, quando nei panni di Flash e Lanterna Verde vi erano ancora Barry Allen e Hal Jordan, riuscì a penetrare nella base della JLA, dove trovò Sue e la violentò; i supereroi purtroppo arrivarono troppo tardi per impedire la violenza, e dopo aver sconfitto il criminale, mentre Ralph correva all'ospedale con la moglie, usarono la magia di Zatanna per cancellargli la memoria, in modo da fargli dimenticare l'accaduto; Hawkman però suggerì di far di più: propose di alterargli la personalità, rendendolo meno pericoloso.
Si formarono subito due fazioni: Oliver, Black Canary e Hal Jordan lo ritenevano immorale e si dichiararono contrari, mentre Atomo, Zatanna e Hawkman erano favorevoli, considerandolo necessario: il voto di Barry Allen avrebbe rotto l'equilibrio, e il velocista scarlatto, da poco rimasto vedovo, acconsentì. Da quel giorno, ogni qualvolta dei criminali riuscivano a scoprire l'identità di un supereroe, questo piccolo gruppo interveniva cancellando quel ricordo, in tutela dei propri cari.
Saputo come stavano le cose, anche Wally e Kyle, pur scioccati dalla notizia, si unirono al gruppo per dar la caccia al Dottor Light. Il criminale aveva assunto però una guardia del corpo, il temibile Deathstroke, che anche da solo, riusciva a tener testa al gruppetto di eroi. Durante lo scontro però Arthur Light ebbe come un deja-vù, e si ricordò di come anni prima essi gli alterarono la mente. Riuscirà a fuggire abbagliandoli con il suo potere.
Pochi istanti dopo arrivò sul luogo Superman, portando con sé una notizia clamorosa: ad uccidere Sue non è stato Light. Durante l'autopsia, eseguita dal Dottor Mid-Nite e da Michael Holt, si è scoperto che il corpo della donna è stato bruciato dopo il decesso, difatti i polmoni della vittima sono rosati; se fosse stata viva quando le diedero fuoco, questi sarebbero dovuti essere anneriti per il fumo inalato.
Poco tempo dopo, l'assassino colpisce ancora, cercando di impiccare nel suo soggiorno Jean Loring, ex moglie di Atomo; fortunatamente Ray stavolta riesce ad arrivare in tempo per salvarla. Jean era stata bendata e imbavagliata durante l'aggressione, per cui non è stata in grado di identificarlo. La caccia al criminale si fa sempre più frustrante e infruttuosa; la League sospetta del team criminale Suicide Squad, ma Batman, il più grande detective del mondo, è convinto che non siano stati loro, in quanto non avevano nulla da guadagnarci nell'omicidio delle due donne.
Le cose precipitano quando Lois Lane, moglie di Clark Kent alias Superman, riceve un biglietto di minacce in cui l'assassino dichiara che lei sarà la prossima vittima. Si scatena il panico e anche le riserve delle JLA scendono in campo; tra esse il giovane Firestorm, che morirà in uno scontro con una banda di criminali.
Ogni eroe si divide tra i propri compiti e i propri cari: Superman a Smallville dai suoi genitori, Oliver Queen con suo figlio Connor Hawke, Ray dalla sua ex moglie Jean, Robin (Tim Drake) con suo padre Jack. Proprio quest'ultimo, però, viene preso di mira dal killer: una sera, mentre il figlio Tim è in missione con Batman, l'uomo riceve un misterioso pacco con all'interno una pistola e un biglietto che reca la scritta difenditi; pochi istanti dopo, qualcuno penetra in casa sua. Si tratta di Capitan Boomerang, un criminale mezza tacca. Nello scontro che segue entrambi perdono la vita, uccidendosi a vicenda, mentre Batman e Robin arrivano troppo tardi.
La morte del genitore del suo pupillo ferisce profondamente il cavaliere oscuro, che si dedica con tutto sé stesso alla ricerca dell'assassino. Nel frattempo Freccia Verde e Wally West hanno nuovamente un dibattito sulla questione dell'alterazione della memoria. Oliver aggiunse inoltre che quella sera, oltre a Light, anche a Batman venne cancellata la memoria, arrivato qualche attimo dopo e intenzionato a impedire agli eroi di mettere in atto il loro piano. Wally rimase stupefatto dalla notizia, mentre Oliver si giustificò, pur non essendo fiero di quanto fece, definendolo un atto necessario. Solo grazie alla maschera e all'anonimato che i familiari dei giustizieri possono vivere una vita tranquilla, lontana dai pericoli.
All'interno della sua caverna, Batman fa una scoperta sconcertante. Sue Dibny è morta per decesso cerebrale poiché qualcuno ha interrotto l'afflusso di sangue al suo cervello, qualcuno microscopico. Ad ucciderla però non è stato Atomo; lo stesso Ray, a letto con la sua ex moglie, scopre una notizia agghiacciante: Jean si tradisce svelando il contenuto del biglietto recapitato a Jack Drake; quel biglietto però è stato preso da Batman, e la stampa non ne era a conoscenza ma soltanto l'assassino poteva conoscerlo.
Jean Loring allora confessa: aveva trovato casualmente uno dei costumi dell'ex marito e, servendosi della sua tecnologia per ridursi di dimensione, aveva deciso di far perdere i sensi a Sue, allo scopo di spaventare la comunità dei supereroi, minacciandone i familiari, affinché ognuno di loro passasse più tempo con i propri cari; in questo modo, lei e Ray avrebbero potuto finalmente tornare insieme dopo tanto tempo. Le cose però le sfuggirono di mano. Non avendo dimestichezza con i poteri da Atomo, finì con l'uccidere inavvertitamente Sue, dopodiché ne bruciò il corpo. Simulò poi la sua aggressione, ingrandendosi all'interno del cappio, in questo modo il suo ex marito corse in suo aiuto. Anche l'omicidio di Jack Drake non era premeditato: Jean aveva assunto un criminale da quattro soldi e aveva fatto recapitare la pistola affinché l'aggressione fallisse, ma purtroppo, le cose non andarono come previsto e Capitan Boomerang uccise l'uomo.
Ray Palmer fece rinchiudere la sua ex moglie nel manicomio criminale Arkham Asylum, dopodiché, preso dalla vergogna e dal senso di colpa, sparì riducendosi a dimensioni microscopiche, e di lui si persero le tracce. Lentamente, la vita dei supereroi riprese la normalità tranne che per Ralph Dibny, che ogni notte va a dormire raccontando una storiella alla moglie defunta, come sei lei fosse ancora lì ad ascoltarlo.